# Réservoir d'eau de pluie
Un réservoir à eau de pluie (en anglais, rainwater tank, parfois appelé rain barrel en Amérique du Nord en référence à des réservoirs plus petits, ou water butt au Royaume-Uni) est un réservoir d'eau utilisé pour collecter et stocker les eaux pluviales. Un système de captage ou de collecte des eaux pluviales (également connu sous le nom de «collecte des eaux de pluie») peut produire 2 358 litres d'eau à partir de 2,54 cm de pluie sur un toit de 92,9 m2 (1 000 pi2). Les réservoirs d'eau de pluie sont des dispositifs de collecte et de rétention de la pluie récoltée.
Des réservoirs d'eau de pluie sont installés pour utiliser l'eau de pluie pour une utilisation ultérieure, réduire l'utilisation de l'eau du réseau pour des raisons économiques ou environnementales et favoriser l'autosuffisance. L'eau stockée peut être utilisée pour arroser les jardins, l'agriculture, les chasses d'eau, dans les machines à laver, laver les voitures et aussi pour boire, surtout quand les autres sources d'eau sont indisponibles, chères ou de mauvaise qualité ; lorsque des précautions adéquates sont prises, l'eau n'est pas contaminée et est filtrée de manière adéquate.
Les réservoirs d'eau de pluie souterrains peuvent également être utilisés pour la rétention des eaux pluviales en vue d'un rejet ultérieur et offrent une variété d'avantages décrits plus en détail ci-dessous. Dans les climats arides, les citernes à eau de pluie sont souvent utilisées pour stocker l'eau pendant la saison des pluies, pour une utilisation ultérieure pendant les périodes de sécheresse.
Les réservoirs d'eau de pluie peuvent avoir un coût (perçu) initial élevé. Cependant, de nombreuses maisons utilisent des barils de pluie à petite échelle pour récolter de petites quantités d'eau pour des applications d'aménagement paysager et de jardinage plutôt que comme substituts de l'eau potable. Ces petits barils de pluie, souvent recyclés à partir de barils de stockage et de transport de nourriture ou, dans certains cas, de tonneaux de vieillissement du whisky et du vin, sont souvent peu coûteux. Il existe également de nombreuses conceptions à faible coût qui utilisent des matériaux disponibles localement et des technologies au niveau des villages pour des applications dans les pays en développement où il existe peu d'alternatives pour l'eau potable. Bien que la plupart d'entre eux soient correctement conçus pour éliminer les moustiques, l'absence de systèmes de filtrage ou de boucle fermée appropriés peut créer des aires de reproduction pour les larves. Avec les réservoirs utilisés pour l'eau potable, l'utilisateur court un risque pour la santé si un entretien n'est pas effectué.

## Contamination et maintenance
Si l'eau de pluie est utilisée pour boire, elle est souvent filtrée en premier. La filtration (comme l'osmose inverse, la stérilisation aux ultraviolets ou l'ultrafiltration) peut éliminer les pathogènes. Bien que l'eau de pluie soit pure, elle peut être contaminée lors de la collecte ou lors de la collecte de particules dans l'air à mesure qu'elle tombe. Alors que l'eau de pluie ne contient pas de chlore, la contamination par les polluants atmosphériques, qui se déposent sur les toits, peut être un risque dans les zones urbaines ou industrielles. De nombreux fournisseurs d'eau et autorités sanitaires, tels que le ministère de la Santé de la Nouvelle-Galles du Sud, ne conseillent pas d'utiliser l'eau de pluie pour boire lorsqu'il existe une autre source d'approvisionnement en eau disponible. Cependant, les rapports de maladie associés aux réservoirs d'eau de pluie sont relativement rares, et les études de santé publique en Australie du Sud (l'état australien avec le plus haut taux d'utilisation de l'eau de pluie) n'ont pas identifié de corrélation. L'eau de pluie est généralement considérée apte à boire si elle sent, goûte et a bonne apparence; Cependant, certains agents pathogènes, la contamination chimique et le métal en suspension sous-micrométrique peuvent ne produire ni odeur, ni goût, ni être visibles[réf. nécessaire].
Les normes australiennes peuvent différer considérablement des autres endroits dans le monde où l'eau de pluie est couramment utilisée pour l'eau potable. Aux États-Unis, l'eau de pluie est de plus en plus utilisée dans tout le pays à diverses fins. Dans l'État de l'ouest semi-aride du Nouveau-Mexique, par exemple, de nombreux résidents des zones de Taos et de Santa Fe utilisent l'eau de pluie pour l'aménagement paysager ou même pour tous les usages domestiques (y compris l'eau potable).  La norme "odeurs, goûts et esthétique" utilisée dans le paragraphe ci-dessus n'est pas un indicateur absolu de la sécurité des eaux pluviales. La plupart des utilisateurs d'eau de pluie à des fins de consommation d'eau potable aux États-Unis veillent à ce que leur eau soit sûre par filtration, stérilisation aux ultraviolets et tests..
Certaines peintures et certains matériaux de couverture peuvent provoquer une contamination. En particulier, une publication de Melbourne Water conseille de ne jamais utiliser de peintures à base de plomb. Les revêtements à base de goudron ne sont pas recommandés car ils affectent le goût de l'eau. Le zinc peut également être une source de contamination dans certaines peintures, ainsi que dans le fer galvanisé ou les toits en zincalume, en particulier lorsqu'ils sont neufs, ne devraient pas recueillir d'eau pour l'usage potable. Les toits peints avec des peintures acryliques peuvent contenir des détergents et d'autres produits chimiques se dissolvent dans les eaux de ruissellement. Les eaux de ruissellement des toits en fibrociment doivent être jetées pendant tout l'hiver, en raison de la lixiviation de la chaux. Les bois traités chimiquement et les solins en plomb ne doivent pas être utilisés dans les bassins de toit. De même, l'eau de pluie ne devrait pas être collectée sur des parties du toit incorporant des conduits de fumée provenant de brûleurs à bois sans un degré élevé de filtration. Les tuyaux d'évacuation ou de débordements  provenant d'appareils montés sur le toit, tels que climatiseurs ou systèmes d'eau chaude, ne devraient pas être avoir leur alimentation de décharge dans un réservoir d'eau de pluie.
"Copper Poisoning", un article de presse de 2010, reliait l'empoisonnement au cuivre à des réservoirs en plastique. L'article indiquait que l'eau de pluie était recueillie et stockée dans des réservoirs en plastique et que le réservoir ne faisait rien pour atténuer le faible pH. L'eau a ensuite été introduite dans les maisons par des tuyaux en cuivre. Le cuivre a été libéré par les eaux de pluie très  acides et a causé un empoisonnement chez les humains. Il est important de noter que, bien que le réservoir en plastique soit un conteneur inerte, les pluies acides recueillies pourraient et devraient être analysées et ajustées en fonction du pH avant d'être introduites dans un système d'approvisionnement en eau domestique. La solution consiste à surveiller l'eau de pluie stockée avec des bandes de piscine (swimming pool strips), bon marché et disponibles dans les points de vente des piscines.
Si l'eau est trop acide, l'état, ou les autorités sanitaires locales peuvent être contactés pour obtenir des conseils, des solutions précises et des limites de pH, et des directives sur ce qui doit être utilisé pour traiter l'eau de pluie.
L'entretien comprend la vérification des toits et des gouttières pour la végétation et les débris, le maintien des tamis autour du réservoir et, occasionnellement, le vidange (enlèvement des sédiments par drainage et nettoyage du réservoir des algues et autres contaminants).
Les réservoirs d'eau de pluie qui ne sont pas correctement scellés (fixés au sommet) peuvent servir de lieux de reproduction pour les moustiques.
Plusieurs options pour traiter le problème des moustiques: 1. Rincer TOUTE l'eau une fois par semaine 2. Utiliser une petite quantité d'huile de cuisson pour étouffer les larves (après cela, l'eau est encore acceptable pour l'arrosage) 3. Ajouter le bacille Bt à l'eau. Cette bactérie ne nuira pas aux animaux. 4. Ajout de poissons mangeurs de moustiques.
Une autre façon de stocker l'eau de pluie sans se soucier de la contamination par les moustiques est d'utiliser des réservoirs de stockage souterrains. Les réservoirs souterrains gardent l'eau trop fraîche (12,8 °C)) pour les larves de moustiques et sont également sombres, empêchant ainsi la croissance des moustiques, des bactéries et des algues. Un article de Richard Hill approfondit les avantages du stockage souterrain de l'eau de pluie.

## Réservoirs

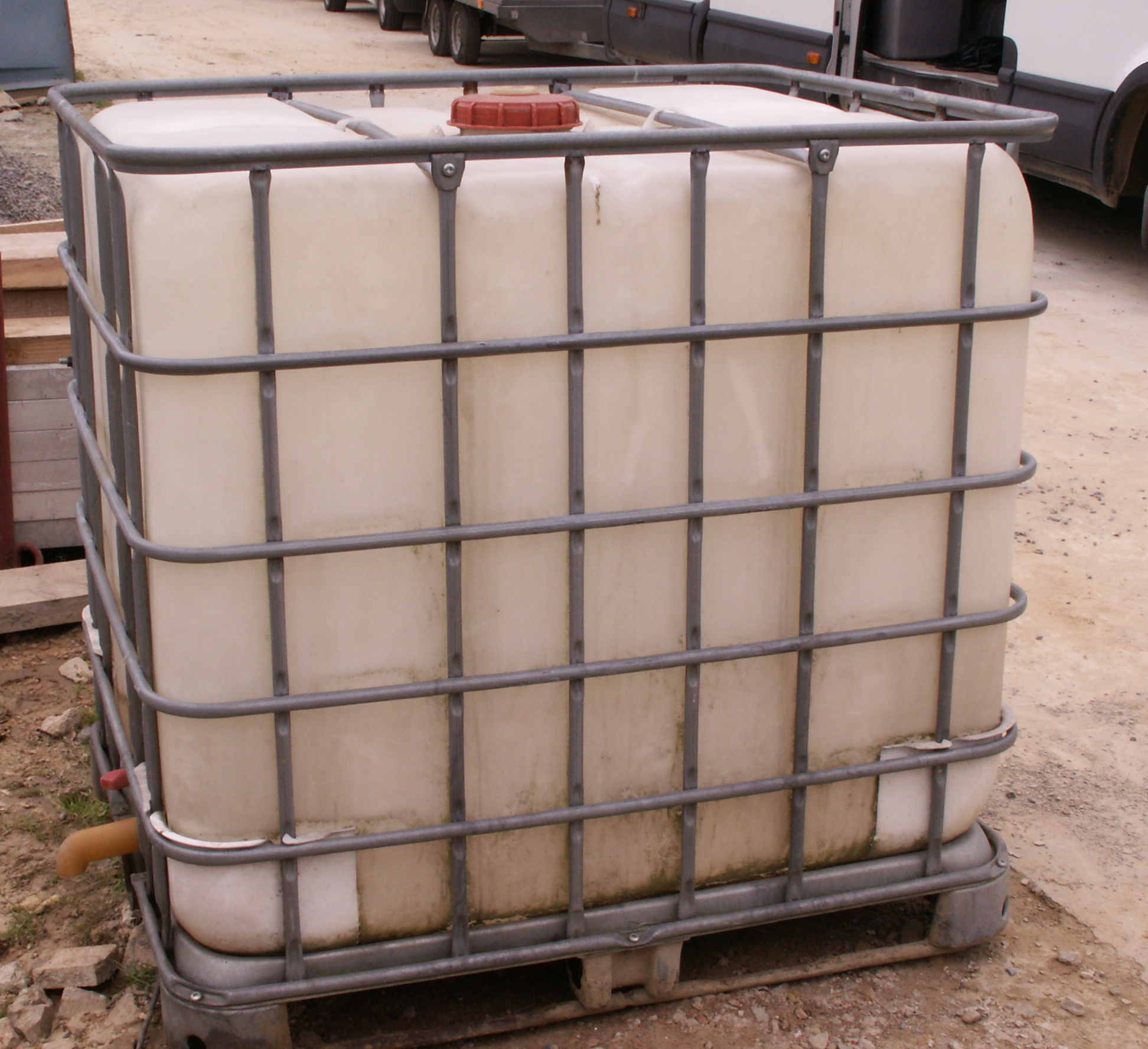
Un réservoir d'eau en plastique (IBC)

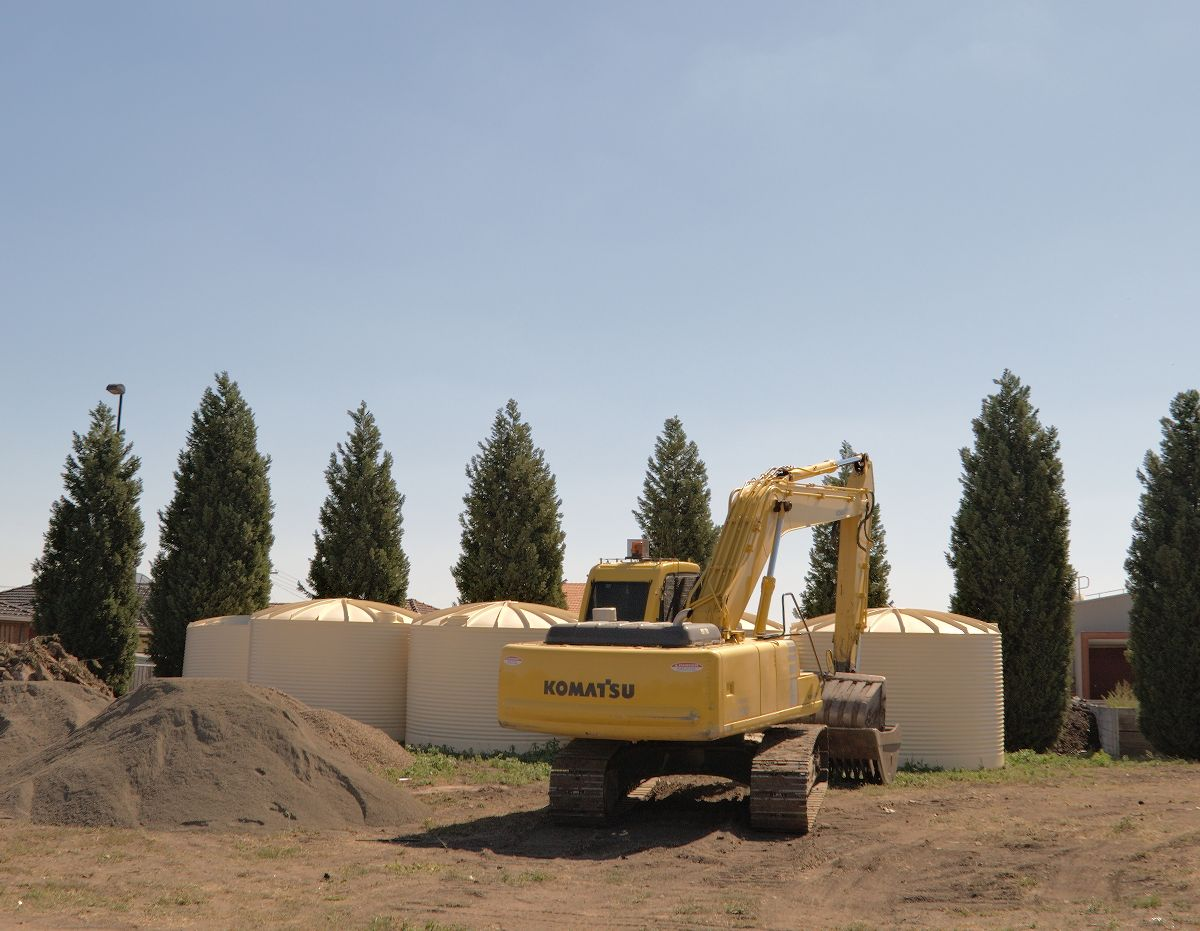
De grands réservoirs d'eau de pluie en polyéthylène sont installés.

Les réservoirs d'eau de pluie peuvent être construits à partir de matériaux tels que le plastique (polyéthylène), le béton, l'acier galvanisé, ainsi que la fibre de verre et l'acier inoxydable qui sont résistants à la rouille et aux produits chimiques. Les réservoirs sont généralement installés au-dessus du sol, et sont généralement opaques pour empêcher l'exposition de l'eau stockée à la lumière du soleil, pour diminuer la prolifération d'algues.
Les réservoirs peuvent être couverts et avoir des entrées filtres pour exclure les insectes, les débris, les animaux et les fientes d'oiseaux. Presque tous les réservoirs en acier actuellement produits pour la collecte des eaux pluviales domestiques sont munis d'un revêtement intérieur en plastique pour augmenter la durée de vie du réservoir, prévenir les fuites et protéger la qualité de l'eau.
En dehors des toits, des réservoirs peuvent également être installés pour recueillir l'eau de pluie des terrasses en béton, des allées et autres surfaces imperméables.
La taille initiale variait habituellement de 400 à 100 000 litres (110 à 26 420 gal US). Aujourd'hui, la technologie moderne permet à des applications modulaires et évolutives d'atteindre des millions de litres ou des centaines de milliers de gallons américains.
De plus petits réservoirs, tels que les barils en plastique (208 litres (55 US gal) -) sont également utilisés dans certains cas. Des systèmes modulaires modernes et évolutifs, comme le module Rainwater HOG de 193 litres (51 gal US) et le Stratco Aquabarrel de 500 litres (133 gallons) peut être utilisé pour décentraliser le captage des eaux pluviales en stockant de plus petits volumes à chaque descente pluviale. Les réservoirs plus grands sont couramment utilisés là où il n'y a pas d'accès à un approvisionnement en eau centralisé. Des entreprises comme Solar Survival Architecture recommandent un réservoir de 1 135 litres pour une maison de deux personnes (si des toilettes à compost sont placées) et si la région reçoit au moins 762 mm (30,0 po) de précipitations par année.  S'il en reçoit moins (entre 254 et 762 mm (10 à 30,0 po), 2 ou 3 de ces réservoirs de 300 gallons peuvent être placés de façon à recueillir plus de pluie lorsqu'il pleut. Affectant également la taille du réservoir, les précipitations prévues, la variabilité des précipitations, les prix plus élevés pour les grands réservoirs, l'utilisation prévue de l'eau de pluie et la consommation typique pour ces utilisations, la zone de drainage du toit à destination du réservoir, la sécurité d'approvisionnement souhaitée.
La plupart des bassins de captage des eaux pluviales utilisés dans le monde sont composés de polyéthylène vierge, une substance qui, aux États-Unis, est agréée par la FDA et la NSF pour le stockage de l'eau potable. D'autres types de réservoirs utilisés pour le stockage de l'eau de pluie comprennent la fibre de verre, le métal galvanisé, l'acier inoxydable et le béton. Chaque type de réservoir a des aspects positifs et négatifs. Les réservoirs en polyéthylène, lorsqu'ils sont placés au-dessus du sol, peuvent être sujets à la croissance des algues ainsi qu'à la possibilité d'une courte durée de vie (20 ans) en raison de l'exposition normale aux rayons UV du soleil. Les cuves en fibre de verre très résistantes doivent subir un processus de revêtement spécifique pour être adaptées à l'eau potable.  Les réservoirs galvanisés doivent être doublés ou revêtus à la fois pour la potabilité et pour empêcher la rouille inévitable à tous les joints soudés. Les réservoirs galvanisés non revêtus lixivient le zinc dans l'eau stockée et ne sont pas recommandés dans la plupart des cas - certainement pas pour l'eau stockée pour la consommation humaine. Les réservoirs en béton lessivent une substance plus bénigne - la chaux - dans l'eau stockée et beaucoup sont utilisés dans le monde pour le stockage de l'eau de pluie.
Une méthode de récolte de l'eau de pluie a été des systèmes modulaires et évolutifs qui peuvent être installés sous terre. Ceux-ci sont venus comme une évolution d'une application géosynthétique appelée réservoirs d'infiltration, qui, lorsqu'ils sont empilés, fournissent un volume d'espace vide qui permet le stockage de l'eau. La conception industrielle améliorée et plus rentable permet maintenant le stockage théoriquement illimité de l'eau souterraine. Des exemples de ces structures modulaires sont les réservoirs à matrice Atlantis utilisés dans le projet Manly Stormwater Treatment and Re-use du Conseil de Manly en Australie.

## Augmentation d'approvisionnement en eau
Dans certaines villes, l'installation de réservoirs d'eau de pluie peut être obligatoire ou peut aider à l'approbation d'un nouveau bâtiment. Par exemple, à Victoria, en Australie, les nouvelles maisons dotées d'un réservoir d'eau de pluie raccordé à toutes les toilettes à chasse d'eau reçoivent une étoile supplémentaire de la cote énergétique House Energy Rating  5 étoiles requise. Certains gouvernements subventionnent les achats de réservoirs d'eau de pluie ou accordent des rabais dans les zones où ils sont considérés comme un moyen important d'augmentation de l'approvisionnement en eau.  Aux États-Unis, le comté de Santa Fe, au Nouveau-Mexique, exige un système de collecte des eaux pluviales sur toute nouvelle construction de plus de 2 500 pieds carrés, principalement à des fins d'aménagement paysager et pour éviter une trop grande dépendance aux sources, mais dans certains cas, parce que l'eau souterraine est trop chère à obtenir, si elle est disponible.
L'eau de pluie destinée à compléter l'approvisionnement en eau potable peut être considérée comme une alternative à d'autres options d'approvisionnement en eau telles que le recyclage ou le dessalement de l'eau de mer. Les réservoirs sont souvent perçus comme ayant des coûts environnementaux comparativement moins élevés que les autres options d'augmentation de l'approvisionnement en eau.
La collecte de l'eau de pluie peut être rendue compatible avec l'alimentation en eau centralisée en la pulsant à l'aide d'une électropompe.
L'utilisation généralisée des barils de pluie modifie également la quantité d'eau de pluie atteignant le sol dans une zone particulière et drainée dans les cours d'eau. Selon le climat, cela aide à prévenir l'érosion, la sédimentation et /ou la pollution, et peut réduire la pression sur les systèmes de drainage des eaux pluviales; sinon, les rivières pourraient s'assécher et les étangs stagner si l'eau était détournée vers un autre bassin versant. Si l'eau collectée est utilisée dans le même bassin versant que celui où elle est collectée, la collecte des eaux pluviales peut en fait stabiliser le débit dans les rivières et permettre un transfert plus régulier et filtré des eaux souterraines dans les étangs.

### Loi du Colorado
Dans l'État du Colorado, aux États-Unis, l'installation des barils de collecte des eaux pluviales est soumise à la Constitution de l'État du Colorado, aux lois de l'État et à la jurisprudence. C'est une conséquence du système des droits d'eau dans l'état; Le mouvement et la détention de l'eau de pluie sont inextricablement liés à la propriété des droits d'eau et sont inscrits dans la constitution de l'État du Colorado. L'utilisation de l'eau dans le Colorado et dans d'autres États occidentaux est régie par ce qu'on appelle la doctrine de l'appropriation préalable. Ce système de répartition de l'eau contrôle qui utilise quelle quantité d'eau, les types d'utilisation permis et quand ces eaux peuvent être utilisées. Ceci est souvent appelé le système de priorité ou «premier arrivé, premier dans son droit." Puisque toute l'eau arrivant au Colorado a été attribuée aux «détenteurs de droits d'eau supérieurs» depuis les années 1850, l'eau de pluie empêchée de couler en aval peut ne pas être disponible pour son propriétaire légitime. En 2009, une loi a été promulguée au Colorado, autorisant la capture d'eau de pluie à usage résidentiel soumise à de fortes limitations et conditions. Pour être permise, une résidence ne peut être raccordée à un système d'approvisionnement en eau domestique desservant plus de trois habitations unifamiliales. Le permis doit être acheté auprès du bureau de l'ingénieur de l'État et est soumis à des restrictions d'utilisation de l'eau.

## Réservoir d'eau de pluie interne.
Des réservoirs d'eau de pluie ou des fûts peuvent être utilisés à l'intérieur d'une maison pour fournir la masse thermique à un mur trombe Les réservoirs modulaires Rainwater Hog inventés par Sally Dominguez pour s'intégrer dans la structure du bâtiment ont été utilisés dans le bâtiment Modabode House of the Future et sur le mur du foyer du bâtiment du département de la durabilité à Anglesea, Victoria, pour exploiter la plus grande valeur de l'eau de pluie stockée pour ajouter une masse thermique efficace aux espaces clos.
Des réservoirs d'eau de pluie spécialement conçus peuvent également être intégrés dans ou sous la dalle de béton d'un bâtiment (réservoir de stockage).
Une maison à Cape Schanck Victoria, Australie utilise un réservoir d'eau de pluie interne pour fournir le refroidissement à la salle de séjour en été. En hiver, le réservoir est drainé et enveloppé dans une veste isolante. Le réservoir fournit également un soutien structurel au toit, et l'excès d'eau est utilisé pour un usage domestique, y compris la consommation d'eau potable,.

## Voir également
- Citerne souple